# Horst Karsten
Horst Karsten (né le 1er janvier 1936 à Elsfleth) est un cavalier allemand de concours complet.

## Carrière
Horst Karsten commence en 1956 dans le concours complet. En 1964, il se qualifie avec Fritz Ligges et Gerhard Schulz pour l'équipe unifiée d'Allemagne aux Jeux olympiques d'été de 1964. À Tokyo, Horst Karsten prend la sixième place du classement individuel avec Condora. Ensemble, les trois cavaliers remportent la médaille de bronze au classement par équipe derrière les équipes italiennes et américaines.
Après la fin de l'équipe unifiée d'Allemagne, Horst Karsten représente avec Adagio aux côtés de Jochen Mehrdorf et Klaus Wagner la République fédérale d'Allemagne aux Jeux olympiques d'été de 1968 à Mexico. Horst Karsten se classe 11e, il est le cavalier allemand le mieux placé, l'équipe termine cinquième. Aux Jeux olympiques d'été de 1972 à Munich, Karsten est sélectionné avec Sioux dans l'équipe allemande. Il prend la tête du classement après l'épreuve de dressage, mais abandonne dans le cross-country. En compagnie de Karl Schultz, Harry Klugmann et Lutz Goessing, Horst Karsten remporte la médaille de bronze au classement par équipes derrière les équipes du Royaume-Uni et des États-Unis.
En 1974, Horst Karsten remporte le bronze avec l'équipe allemande au Championnat du monde. En 1965, 1973 et 1977, Horst Karsten gagne la médaille de bronze au classement individuel lors des Championnats d'Europe ; au classement par équipes, il remporte l'or en 1973, l'argent en 1977 et le bronze en 1969 et 1975.
Horst Karsten appartient au club d'équitation de Ganderkesee. Il remporte le titre de champion d'Allemagne en 1963, 1965, 1973, 1977 et 1981. En 1963, il est champion avec Condora et vice-champion avec Hanko.
Après avoir été membre de l'équipe allemande lors de 14 championnats internationaux, Horst Karsten est nommé en 1986 entraîneur national. L'équipe allemande de concours complet est championne olympique en 1988 et médaillée de bronze en 1992 et aussi championne du monde en 1990 et 1994.